# カフナ
カフナ（英語: Kahuna）は、ハワイ先住民の伝統的社会で、様々な分野の専門家を意味する言葉で、場合によって神官、医者、職人などを意味した。

## 概要
カフナはハワイ先住民の伝統的社会で、神々と人間を取り持つ人たちとして、支配者階級のアリイの次に位する地位にいて、マカイアナナ、一般大衆）を助けた。様々な分野の専門家を意味する言葉で、場合によって神官、医者、職人、呪術者などを意味した。
神官
神官の中でもカフナ・ヌイ（Kahuna nui）は最高の地位で、王の顧問として絶大な権力があった。カフナ・プレ（普通の神官）、カフナ・カウラ（預言者）などもいた。
医者
病気を治す医者として、またマッサージも行なう広い癒し手として活躍した。カフナ・ラパアウ（Kahuna lapaau）は薬草の知識も持ち、医者として働いた。ロミロミに携わるカフナ・ロミロミ（Kahuna lomi lomi）もいた。
専門家
工芸品作り、カヌー作り、料理、聖域作り、建築、サーファーの専門家などもいた。
呪術者
呪術を行なう者。